# Polvere alla polvere
Polvere alla polvere (Bloody Bones) è il quinto libro della serie di Anita Blake - Cacciatrice di vampiri scritto da Laurell K. Hamilton.

## Introduzione
Polvere alla polvere continua la narrazione delle avventure di Anita Blake. Questa volta Anita va a Branson (Missouri) dove viene subito coinvolta in una serie di delitti sovrannaturali e sparizioni che lei e Jean-Claude dovranno risolvere. Come gli altri romanzi, Polvere alla polvere mescola elementi soprannaturali, hard boiled e polizieschi.

### Spiegazione del titolo originale
Nel romanzo appare un ristorante chiamato "Bloody Bones", di proprietà di due dei coprotagonisti, Dorcas e Magnus Bouvier. La Hamilton dà spesso il titolo (in inglese) ai suoi libri basandosi sul luogo in cui si svolge la vicenda. In questo caso, anche il ristorante prende il nome da un personaggio del romanzo, Rawhead and Bloody Bones, uno degli spauracchi dei bambini.

## Trama
Polvere alla polvere inizia il giorno di San Patrizio, poco dopo gli eventi del romanzo precedente, Luna nera. La narrazione si apre con Anita che è convocata dal suo capo, Bert, per un nuovo lavoro. L'uomo spiega che ha avuto una richiesta da parte di uno studio legale di risvegliare un intero cimitero a Branson, in Missouri, per scoprire a chi appartiene il terreno su cui verrà eretto un complesso residenziale. Le lapidi non hanno nomi e potrebbero contenere salme sepolte almeno 200 anni prima, il che farebbe diventare il risveglio molto difficile. Secondo Anita, lei è l'unica a poter riuscire nell'impresa senza avvalersi di un sacrificio umano. Accetta quindi il lavoro e parte con Larry, il suo aiutante.
A Branson, Anita incontra l'avvocato Raymond Stirling e i suoi assistenti, Lionel Bayard, Ms Harrison and Beau. Scopre quindi che Stirling ha in atto una controversia con Magnus e Dorcas Bouvier, due fratelli che affermano di possedere la terra e rifiutano di vendere. Se i cadaveri del terreno confermeranno di essere antenati dei Bouvier, il progetto di Stirling non potrà continuare.
Dopo aver controllato il sito e pianificato di tornarci la sera, Anita riceve una telefonata da Dolph, il quale le chiede consiglio per un crimine avvenuto a St. Louis e le domanda anche di assistere la polizia del luogo in un'altra scena del crimine. Anita e Larry incontrano così il sergente Sergeant Freemont, che pare intenzionata a risolvere il caso da sola ed è scocciata dall'intrusione della negromante. Anita controlla lo stesso le vittime, tre ragazzi, al massimo teenager, tagliati a pezzi. Ognuna delle facce dei ragazzi è stata sfigurata o rimossa e la Freemont le rivela che altri due ragazzi, un maschio e una femmina, erano stati uccisi in precedenza, con lo stesso modus operandi. Anita comunica al sergente i suoi sospetti sull'assassino, il quale non può essere altri che un vampiro con un forte potere mentale.
Anita e Larry si recano poi al ristorante dei Bouvier, chiamato "Bloody Bones", per investigare a proposito della terra e per cenare. Lì incontrano Magnus e Dorcas, entrambi mezzi fatati. Dopo aver provato inutilmente di sedurre Anita col glamour, Magnus spiega in modo molto evasivo il perché non vogliono vendere il terreno e ammette anche di aver distrutto alcuni alberi da sbronzo, cosa che lo fa rientrare nella lista dei sospettati di Anita.
Durante la cena, Dolph richiama Anita e le chiede di andare a controllare il luogo di un altro probabile crimine del vampiro. La negromante e Larry si recano quindi a casa dei coniugi Quinlan. La figlia maggiore, Ellie, è morta per un morso di vampiro. Probabilmente è stata una morte volontaria, in quanto il fidanzato di Ellie, Andy, è scomparso recentemente. L'ipotesi più probabile è quindi che anche lui sia diventato un vampiro e che sia tornato per trasformare la ragazza, ma Mr. Quinlan non accetta l'idea e chiede ad Anita di impalarla seduta stante per evitare che si trasformi. Anita propone allora di aspettare 24 ore per far calmare i suoi e accetta di ucciderla dopo quel tempo se i genitori continueranno a pensarla allo stesso modo.
Dopo aver raccomandato ai Quinlan di piazzare delle ostie consacrate alle porte e alle finestre per impedire ai vampiri di entrare nuovamente, Anita esce con Larry, lo sceriffo St. John, il suo vice ed altri due poliziotti per dare la caccia al vampiro.
Durante la caccia, un branco di vampiri tende un agguato ad Anita e gli altri. Nella lotta, vengono uccisi due vampiri, ma Granger viene morso, Wallace si rompe un braccio e Xavier uccide Coltrain con la spada. Granger tenta quindi di uccidere Larry ed Anita è costretta a sparargli. Tornati alla casa dei Quinlan, scoprono che Beth St. John è morta e che Jeff è stato rapito dai vampiri (apparentemente Xavier è in grado di passare dalla porticina del gatto).
In seguito, arriva il sergente Freemont, la quale spiega che è andata ad arrestare Magnus in quanto in possesso di poteri fatati. L'uomo aveva però fatto uso del glamour per scappare ed è quindi ricercato per aver usato i suoi poteri contro la polizia. Gli agenti dell'FBI Elwood e Bradford arrivano per parlare con Anita, che accetta di provare a identificare e contattare il Master della città. Chiama quindi Jean-Claude per farsi dare delle informazioni. Questi le spiega che crede di conoscere il vampiro spadaccino visto da Anita e accetta di recarsi a Branson per un meeting con il master di quella città. Con Jeff rapito, Anita è cortetta ad accettare.
Anita e Larry tornano quindi al cimitero abbandonato e i loro poteri uniti attirano Magnus, il quale li prega nuovamente di non resuscitare i morti. Stirling ordina allora a Beau di sparare a Magnus in quanto ha invaso la proprietà privata, ma Anita capisce che è una trappola e da a Magnus il tempo di fuggire nuovamente. Tornati all'hotel, Anita e Larry trovano la loro suite occupata da Jean-Claude e dal suo licantropo Jason. Il vampiro è arrivato col suo jet privato, ma resta troppo poco tempo per rintracciare il Master di Branson prima dell'alba.
La mattina seguente, Dorcas irrompe nella stanza di Anita pretendendo di vedere Magnus. Dopo aver visto Jason e Jean-Claude, si convince del fatto che Anita non è rimasta vittima del fascino di Magnus e le spiega il motivo per cui non intendono vendere il terreno. Secoli prima, un loro antenato, membro del popolo fatato, emigrò in Nordamerica portando con sé Rawhead and Bloody Bones rinchiuso in una scatola magica. Mentre Bloody Bones era intrappolato, l'uomo poteva creare una pozione col sangue della creatura e accrescere i suoi poteri, ma un giorno Bloody Bones scappò. Dopo una dura battaglia, la creatura venne nuovamente catturata e sigillata sotto terra e i Bouvier sono sempre rimasti a Branson per controllarla ed impedirgli di scappare. Anita convince Dorcas a portarla nel luogo dove Blooy Bones è intrappolato il giorno seguente.
Quella sera, Jean-Claude prepara il gruppo per incontrare Serephina, la Master di Branson. Spiega che la sua visita solleverà questioni di “politica”: anche se le interazioni tra vampiri sono controllati dalle leggi del Consiglio, i conflitti sono comunque possibili e lui ha negoziato una delicata tregua con Serephina. Il gruppo dovrà essere preparato a combattere, ma non potranno attaccare per primi. Jean-Claude ed Anita, accompagnati da Larry e Jason si recano quindi nel covo di Serephina e incontrano Ivy, Bruce, Kissa, Janos, Pallas e Bettina.
I vampiri di Branson mettono in atto un piano per forzare il gruppo di Jean-Claude a rompere la tregua. Senza fare violenza a loro, minacciano di torturare due ragazze, poi molestano sessualmente Jason. Jean-Claude è obbligato a sfidare Janos e rischia di perdere. Anita riesce però a convincere Ivy ad attaccarla, permettendo quindi al suo gruppo di fare uso della violenza per difendersi. Larry uccide Bruce, Pallas e Bettina vengono colpite. Anita è costretta a dare il suo sangue a Jean-Claude per salvargli la vita.
Quando Jean-Claude si è stabilizzato, arriva Magnus e si offre di accompagnare il gruppo da Serephina. La Master si prende gioco di loro ma poi ammette che un vampiro pedofilo che caccia nel suo territorio è effettivamente un problema e accetta di catturare Xavier.
Il gruppo torna all'hotel per ripulirsi. Anita scopre dei particolari sulla storia di Jean-Claude e, sopraffatta dal desiderio lo bacia, fermandosi poi quando si accorge di essere stata morsa. Resta col vampiro fino all'alba, quando lui “muore” e si stupisce di quanto stia crescendo la sua simpatia per lui, poi si addormenta anche lei, e viene visitata in sogno da Serephina, che le promette di riunirla alla madre morta nel caso lei accettasse di servirla. Quando si sveglia, Anita inizia a pianificare di uccidere la Master.
Anita e Larry incontrano Dorcas, la quale li accompagna alla collina in cui è imprigionato Bloody Bones. Quando arrivano, sorprendono Magnus intento a bere il sangue della creatura e capiscono che per tutti gli anni di cui si è occupato di Bloody Bones, Magnus ha potenziato i suoi poteri in quel modo. Anita propone di resuscitare solo alcune salme invece di tutto il cimitero, in modo da sapere chi appartiene il terreno senza però liberare Bloody Bones.
La sera stessa, accompagnati di Stirling, Bayard e Harrison, Anita e Larry combinano i loro poteri per rianimare alcuni dei corpi. Appena prima che Anita possa completare il cerchio di sangue, però, si rende conto che anche svegliare pochi cadaveri libererebbe il mostro quindi si ferma. Ivy però esce dalle tenebre e l'attacca. Anita è costretta ad ucciderla e il sangue della vampira completa il cerchio ed essendo particolarmente potente, fa resuscitare tutto il cimitero.
In quel momento, Stirling e Harrison estraggono i fucili. Apparentemente, Serephina aveva promesso a Stirling la terra a patto che Bloody Bones venisse liberato, e l'avvocato aveva pianificato di togliere di mezzo la risvegliante subito dopo la fine del suo lavoro. Anita, per difendersi, ordina agli zombie di attaccare Stirling e i suoi. Mentre considera di ucciderli, arrivano Janos, Ellie, Bettina, Pallas, Kissa, Xavier e Jeff Quinlan in loro ostaggio. I vampiri si nutrono di Stirling e Harrison uccidendoli ed informano Anita che Xavier è stato alle dipendenze di Serephina dal suo arrivo a Branson.
I vampiri se ne vanno e Anita va ad affrontarli per cercare di salvare Jeff, accompagnata da Jean-Claude, Larry e Jason. Bloody Bones arriva a reclamare la sua libertà ma Serephina si rimangia la parola data e annuncia il suo intento di continuare a bere il sangue del mostro per accrescere i suoi poteri all'infinito. Rompendo il giuramento, però, permette a Larry ed Anita di rompere l'incantesimo, così Bloody Bones estrae la spada e impala Serephina. La creatura ammette di aver ucciso i ragazzi trovati all'inizio del romanzo perché si erano comportati male. Capendo che Bloody Bones è mortale fino a quando continua a dividere i poteri con Magnus, gli spara e Xavier lo uccide con una spada di ferro. Serephina accetta di lasciare liberi tutti a patto che Anita si consegni a lei.
La mattina seguente, Anita si sveglia accanto a Serephina nella bara. Quando ne esce, scopre che le bare sono state spostate e si trovano al ristorante dei Bouvier. Prova allora a scappare, ma Magnus la ferma. Durante la lotta, Anita si accorge di poter risvegliare Ellie come se fosse uno zombie, quindi le ordina di tenere stretto Magnus mentre la fa scappare.
Anita contatta l'agente Bradford e gli comunica che i vampiri stanno dormendo. Gli agenti allora danno fuoco al locale e, mentre il fuoco uccide i vampiri, Serephina costringe Anita a rivivere la morte della madre.
Nell'epilogo, Anita spiega che Dorcas, ora libera dalla maledizione della sua famiglia, ha venduto la terra e ha lasciato Branson con il suo bambino, che i Quinlan stanno facendo causa alla Animators, Inc. in quanto Anita aveva rifiutato di impalare Ellie.

## Personaggi diPolvere alla polvere

### Personaggi principali
- Anita Blake: in Polvere alla polvere, Anita sviluppa il suo ruolo di mentore di Larry, ed è obbligata a chiedere aiuto a Jean-Claude per la prima volta. Rivive inoltre il trauma della morte della madre. Secondo le note della Hamilton, è stato traumatico anche per l'autrice scrivere il romanzo, in quanto ha dovuto ripensare alla morte della sua madre, usando la sua esperienza come modello per gli eventi dell'infanzia di Anita.
- Jean-Claude: l'ammissione di Jean-Claude che il Consiglio ha diviso il suo territorio, insieme al conflitto con Serephina e Janos, sottolinea in seguito la difficoltà che ha il vampiro come nuovo Master della città. Inoltre, l'apparizione di vampiri già conosciuti da Jean-Claude in passato, permette ad Anita di capire di più sulle circostanze che hanno fatto di lui il vampiro che ora lei conosce.
- Richard Zeeman: Richard appare solo all'inizio del romanzo, quando Anita va a trovarlo a scuola per comunicargli che non può passare il fine settimana con lui dato che deve andare a Branson. Viene poi menzionato nell'epilogo.

### Altri personaggi
- I colleghi di lavoro di Anita: Bert Vaughn e Larry Kirkland;
- L'agente Dolph Storr;
- Il pomme de sang di Jean-Claude, Jason Schuyler.

## Pubblicazioni
- Laurell K. Hamilton, Polvere alla polvere, cartonata, Milano, Editrice Nord, 2005, ISBN 88-429-1374-X.
- Laurell K. Hamilton, Polvere alla polvere, economica, Milano, TEA, 2007, ISBN 978-88-502-1328-3.